# Galopperande flugan
Galopperande flugan (originaltitel: Hellzapoppin') är en amerikansk komedifilm från 1941 i regi av H.C. Potter, baserad på musikalen med samma titel. Filmen är mest känd för dansscenerna, där Frankie Manning och andra från Whitey's Lindy Hoppers gör några oförglömliga dansnummer. Dessa scener har gjort filmen till en klassiker inom lindy hop-kulturen. 

## Medverkande
- Ole Olsen - Ole Olsen
- Chic Johnson - Chic Johnson
- Martha Raye - Betty Johnson
- Hugh Herbert - Quimby
- Jane Frazee - Kitty Rand
- Robert Paige - Jeff Hunter
- Mischa Auer - Pepi
- Richard Lane - Director
- Lewis Howard - Woody Taylor
- Clarence Kolb - Andrew Rand
- Nella Walker - Mrs. Rand
- Shemp Howard - Louie
- Elisha Cook Jr. - Harry Selby
- Frank Darien - Man calling for Mrs. Jones
- Catherine Johnson - Lena, Lady looking for Oscar